# The Code (pjesma)
The Code je pjesma švicarskog pjevača Nema Mettlera. Napisao ju je zajedno s još tri tekstopisca, a objavljena je 29. veljače 2024. preko Better Now Recordsa. Predstavljao je Švicarsku na Pjesmi Eurovizije 2024., gdje je pobijedio s 591 bodom. Prva je pjesma koja je pobijedila za Švicarsku od pjesme "Ne partez pas sans moi" Celine Dion 1988. te prva pobjednička pjesma u povijesti natjecanja nebinarnog izvođača.
Nemo Mettler ju je opisao kao pjesmu koja detaljno opisuje njihovo iskustvo s prihvaćanjem svog nebinarnog identiteta. Pjesma "The Code" nakon objave je uživala široku hvalu, a hvaljena je mješavina višestrukih glazbenih žanrova i stilova unutar pjesme, postavši favorit za pobjedu u natjecanju prije natjecanja. Iako je izvedba također dočekana s pohvalama, njezina je pobjeda dočekana s mješovitim, vrlo polariziranim reakcijama među različitim društvenim i političkim grupama. Pjesma je postigla komercijalni uspjeh, dospjevši na prvo mjesto u matičnoj zemlji Švicarskoj i Grčkoj, te je dospjela među pet najboljih u još šest zemalja.

## Pozadina pjesme i kompozicija
Pjesmu »The Code« napisali su Benjamin Alasu, Lasse Midtsian Nymann, Linda Dale i Nemo Mettler, a skladana je na kampu za pisanje pjesama SUISA. BBC-ov Mark Savage opisao je pjesmu kao "drum and bass operu" i rekao da je njen refren inspiriran Čarobnom frulom Wolfganga Amadeusa Mozarta. U izjavama za medije, Nemo Mettler je naveo da pjesma detaljno opisuje njihovu spoznaju svog nebinarnog identiteta, navodeći da im je spoznaja da su nebinarni dala "slobodu" i da se ulaskom na Eurosong mogu "zauzeti za cijelu LGBTQIA+ zajednicu". Prema Nemu, »morao sam razbiti nekoliko kodova« kada su prihvatili da se osjećaju kao nebinarna osoba. Pjesma se poziva na binarni kod, koji bi trebao predstavljati binarnu klasifikaciju spolova. Nemo također izjavljuje unutar pjesme da su otkrili da je njihovo "kraljevstvo došlo", odbijajući se prilagoditi tradicionalnim normama klasifikacije spolova i držeći se samo jednog glazbenog stila. Nemo Mettler kasnije je dodao u Eurovision Worldu, "biti nebinaran velik je dio moje istine... Uvijek učiš o sebi. To nikad ne završava."

## Glazbeni spot i promocija
Uz objavu pjesme po njezinoj najavi, isti dan je objavljen i prateći spot. Kako bi dodatno promovirali pjesmu, Nemo je potvrdio svoju namjeru sudjelovanja na raznim eurovizijskim predzabavama tijekom ožujka i travnja, uključujući Pre-Party ES 2024 30. ožujka, Eurovision in Concert 2024 13. travnja i Nordic Eurovision Party 2024. 14. travnja. Izveli su je i u drugim prilikama prije natjecanja, uključujući emisiju švicarske televizije MusicStar – Die Revival-Show 31. ožujka te su izveli nastup u Veleposlanstvu Švedske u Bernu u čast ABBA -ine 50. obljetnice pobjede na Pjesmi Eurovizije 1974.
Remix pjesme "The Code" njemačkog DJ-a Felixa Jaehna objavljen je 26. travnja 2024. Orkestralna verzija pjesme uz pratnju Simfonijskog orkestra Biel Solothurn objavljena je 10. svibnja 2024., uz video u kojem Nemo nosi odjeću sličnu onoj koju je nosila kanadska pjevačica Céline Dion kada je pobijedila na Pjesmi Eurovizije 1988., također predstavljajući Švicarsku.

## Kritike

### Njemački te švicarski mediji i osobe
Pjesma The Code je uglavnom dobro prihvaćena. Michel Imhof, pisac za Blick, napisao je da je pjesma "epska himna koja se može savršeno izvesti na pozornici... mogu ići jako visoko. Nemo, želim ti puno 12 bodova!" Martin Fischer iz Tages-Anzeigera proglasio je pjesmu "spektakularnom... u ove tri minute Nemo prolazi kroz sve žanrove kojima glazbeni talent vlada.... Balade uvijek rade na natjecanju, ali ostale pjesme ostaju nezaboravne. 'The Code' će biti jedna od njih." Luca Koch iz Schweizer Radio und Fernsehena (SRF) opisao je pjesmu kao "pompoznu", opisujući pjesmu kao "James Bond upoznaje Hansa Zimmera".

### Mediji povezani s Eurovizijom te međunarodni mediji
U recenziji Wiwibloggsa koja je sadržavala nekoliko recenzija od nekoliko kritičara, pjesma je ocijenjena s 8,83 od 10 bodova, osvojivši godišnju ljestvicu stranice za tu godinu. Doron Lahav iz ESC Beata smjestio je pjesmu na ukupno osmo mjesto od 37 pjesama koje su se natjecale na Pjesmi Eurovizije 2024., hvaleći Nemove vokalne sposobnosti, ali priznajući da bi tema pjesme i spoj glazbenih stilova "mogli biti previše komplicirani za probaviti". Glen Weldon, pisac za National Public Radio (NPR), pjesmu je smatrao favoritom za pobjedu na natjecanju, hvaleći spoj višestrukih stilova unutar pjesme i izjavljujući da ima "sva obilježja showstoppera". Roisin O'Connor iz Independenta također je navela pjesmu kao potencijalnog favorita, uspoređujući je s operom Carmen Georgesa Bizeta i temom o Jamesu Bondu. Erin Adam iz The Scotsmana ocijenila je pjesmu ocjenom 10 od 10 i nazvala ju je "pravom zbirkom pjesama" zbog mješavine stilova. Jon O'Brien, pisac za Vulture, smjestio je pjesmu na 22. mjesto od 37 pjesama, rekavši da iako je pjesma imala "veliku poruku slobode, samoidentiteta i prihvaćanja", on je mislio da se "gubi u oštroj mješavini drum and bassa, pop opere, Eurorapa i The Greatest Showman koji će vas možda natjerati da posegnete za ibuprofenom".

### Kladionice
U mjesecima prije Pjesme Eurovizije 2024., pjesma The Code se smatrala jednim od favorita za pobjedu na natjecanju na temelju kladionica. Nekoliko sati nakon što je pjesma objavljena, stavljena je na 10. mjesto u prvom nizu koeficijenata koji su objavljeni nakon izlaska pjesme The Code. Do 10. ožujka popela se na četvrto mjesto, prijeteći Talijanki Angelini Mango za treće mjesto. Početkom travnja, neposredno nakon Nemove izvedbe pjesme na Pre-Party ES 2024, porasli su na prvo mjesto, postavši favorit za pobjedu na Pjesmi Eurovizije 2024. Uoči probe, pjesma The Code je imala 93% šanse da se plasira u finale. Kao odgovor na to što je postao favorit, Nemo Mettler je izjavio za Aussievision da se nisu "previše usredotočili na kladionice".

## Pjesma Eurovizije

### Interni odabir
Dana 7. srpnja 2023., Švicarska radiodifuzna unija (SRG SSR) objavila je svoju namjeru sudjelovanja na 68. izadnju Pjesme Eurovizije koristeći interni odabir kako bi odabrala svog predstavnika i pjesmu. Prijave za švicarski odabir odvijale su se u dva kruga: u prvom krugu žiri je korišten za uži izbor pet kandidata za drugi krug. Prve glasine o tome da je Nemo odabran da predstavlja Švicarsku na Pjesmi Eurovizije objavljene su 25. veljače 2024. kada je švicarska novinska kuća Blick objavila izvještaje da su oni odabrani. Tri dana kasnije, pričalo se da će naslov pjesme biti "The Code". Oni su 29. veljače službeno proglašeni predstavnicima Švicarske na natjecanju.

### Na Euroviziji
Pjesma Eurovizije 2024. održala se u Malmö Areni u Malmöu, a sastojala se od dva polufinala koja su održana 7. i 9. svibnja te finala koje je održano 11. svibnja 2024. Tijekom izvlačenja 30. siječnja 2024., Švicarska je izvučena da se natječe u drugom polufinalu, nastupajući u prvoj polovici emisije. Nemo je kasnije izvučen kao četvrti u polufinalu, nakon Grkinje Marine Satti i prije Čehinje Aiko.
Za njihov nastup na Euroviziji, švedski koreograf Fredrik Rydman bio je zadužen za postavu. Nemo je nosio ružičasto-bijelo krzneno odijelo koje je dizajnirala dizajnerica iz Malmöa koja je također dizajnirala odjeću koju je Nemo nosio za "Turquoise Carpet". Tijekom izvedbe Nemo je prikazan na bijelom kružnom rekvizitu, povremeno skačući s njega i na njega. Prema Nemovim riječima, rekvizit je inspiriran malom vrtnjom koju su čuvali kao osobni srećonoše. Pjesma The Code je završila na četvrtom mjestu sa 132 boda i osigurala mjesto u finalu.
Nemo je svoj nastup izveo i tijekom finala 11. svibnja. Pjesma je izvedena 21., nakon ciparske Silie Kapsis i prije slovenske Raiven. Nakon objave rezultata, Nemo je završio s ukupno 591 bodom, s rezultatom od 365 bodova žirija te 226 bodova publike. Zbroj je bio dovoljan da Nemo osvoji pobjedu, osvojivši 44 boda više od drugoplasiranog Hrvata Baby Lasagne. Pjesma je 22 puta od žirija dobila maksimalnih 12 bodova. Također je dobila jedan put 12 bodova od publike. Kao rezultat pobjede, "The Code" je postala prva pobjednička pjesma za Švicarsku od 1988., a Nemo je postao prvi nebinarni izvođač koji je pobijedio na natjecanju. Kao odgovor na svoju pobjedu, izjavili su na tiskovnoj konferenciji nakon natjecanja da su pobjedu posvetili "svima koji su nebinarni, rodno fluidni, transrodni... ljudima koji se usuđuju biti ono što jesu i ljudima koji trebaju biti čuti i treba ih razumjeti." Nemo je također žestoko kritizirao Europsku radiodifuznu uniju (EBU), tijelo koje upravlja natjecanjem, optužujući EBU za "dvostruke standarde", pozivajući se na incident u kojem je Nemo tvrdio da su morali prokrijumčariti nebinarnu zastavu koja je prekršila pravila EBU-a. Nemo je kasnije izjavio, "možda i Euroviziju treba malo popraviti, tu i tamo".

### Reakcije na nastup i pobjedu
Eurovizijski nastup je dobio pozitivne reakcije. Glazbeni kritičar Daily Telegrapha Neil McCormick pohvalio je Nemov vokal i "divlju energiju" tijekom nastupa, rekavši da iako je mislio da su tekstovi pjesama neobični, njihova je energija "pretvorila izvedbu u nešto transcendentno na vlastiti smiješan način". Švicarski glazbenik Chris von Rohr izjavio je da kada je prvi put slušao izvedbu pjesme uživo, "njezina me snaga gotovo srušila... Cijeli paket ima žestinu, dinamiku, ali i puno osjećaja u pjevanju u svim registrima." Spisateljice El Munda Charlotte Davies i Andrea Rosa M. del Pino napisale su da je izvedba sadržavala "magične, cirkuske vokalne vratolomije, gdje doslovno skaču s visokih evokera na brze rap stihove kao da to nije ništa." U Guardianovom blogu, Martin Belam je napisao da izvedba "posvuda ima napisano pobjednik". Pjesma je briljantna, a inscenacija je korak naprijed u odnosu na sve ostale u smislu predstavljanja neke vrste cirkuske drame na toj fazi." Héctor Llanos Martínez iz El Paísa opisao je Nema kao "silu prirode", a izvedba je opisana kao "puna fizičkim trikovima koji se izvode na pokretnoj platformi u obliku diska, kao da se Mika iznenada zainteresirao za parkour i skateboarding... napravili su prezentaciju koja je osvojila milijune gledatelja ovog festivala."
Pobjeda je izazvala mješovite, vrlo polarizirane reakcije. Valentina Caiani iz GQ Italia je napisala da je pobjeda "nadmašila svačija očekivanja... moramo priznati da je The Code imao potencijal za pobjedu, ne samo zbog dopadljivosti pjesme, već i zbog složenosti njihove izvedbe. a njihova se snaga oslanja na njihovu poruku koja je u skladu s vrijednostima i sloganom showa. Felix Bayer iz Der Spiegela napisao je da je pobjeda potvrdila "mit o Eurosongu kao utočištu kreativnosti, otvorenosti i različitosti." Thomas Renggli iz Die Weltwoche napisao je da su "unatoč njihovom izboru kostima, koji se mogao poboljšati, zadržali ravnotežu, i u smislu plesa i glazbe... na kraju je prevagnula glazbena kvaliteta." Katja Richard, spisateljica za švicarski list Blick, izjavila je da je pobjeda obnovila rasprave o priznavanju trećeg spola u Švicarskoj zajedno s oživljavanjem švicarskog nacionalnog ponosa. Brojni prošli švicarski eurovizijski predstavnici, uključujući predstavnika 2019. Lucu Hännija, predstavnika 2020. i 2021. Gjon's Tears i predstavnika 2022. Mariusa Beara čestitali su Nemu na pobjedi.